# Onthophagus novaeirlandiae
Onthophagus novaeirlandiae là một loài bọ cánh cứng trong họ Bọ hung (Scarabaeidae).